# Arzanene (tartomány)

Arzanene régió a térképen

Arzanene, Aldznik, Agdznik, (görög nyelven: Ἀρζανηνή, Örmény nyelven: ł Ałjnikʿ) az egykori Nagy-Örményország régiója a Tigris középső szakaszán, a jelenlegi Diyarbakir városától északra. Területe 17.530 km² volt. Itt volt Nagy-Örményország fővárosa Tigranokerta; a régió kormányzója bdeshh volt "nagy bdeshha" címmel.

## Fekvése
Sofena, (más néven „negyedik Örményország”) Turuberan, Mokk és Mezopotámia között feküdt.

## Földrajza
Az egykori Arzanene éghajlata meleg volt. Vas- és ólombányái híresek voltak, mezőgazdaságát pedig fejlett szarvasmarha-tenyésztés jellemezte és híres volt szőlőtermesztéséről és borkészítéséről is.

## Története
Arzanene egy részét 298-ban a Római Birodalom hódította meg, majd a 387-es úgynevezett Acilisene-béke a régió többi részét, az Aghdzn kerületet kivéve, a rómaiaknak adta. Az elpusztult Tigranakert helyén a rómaiak Martyropolis vagy Nprkert néven új várost építettek. 591-ig  Arzanene egészét a keleti római vagy a bizánci birodalom egészítette ki. 
Miután a régió egy része Bizánchoz került, Maurikiosz bizánci császár kiutasította az örményeket, akik közül néhányan Ciprusban alakítottak ki kolóniákat. 
Arzanene a 9. és 10. században az arab "Arzan" uralma alatt volt, majd 962-ben az arab Hamdum hódította meg Amidoval együtt. 963-tól Hamdum nővére, akinek neve nem szerepel az eredeti forrásokban, tíz éven át irányította a régiót, majd Arzanene az örményországi Bagratuni Királyság része lett.  AZ Örményországi arab hódítás alatt számos arab törzs telepedett le Arzanenébe. 1045 után bizánci, szeldzsuk, mongol és oszmán török uralom alá esett. Később az Arzanene tartományában található Sason is sok éven át harcolt a törökökkel (Sasun Resistance, 1894 és 1915-ös Sasun ellenállás).
Az örmény népesség 1915-ig, az örmény népirtásig maradt e hegyvidéki részeken.
Aldzniról A 7. században Anania Sirakaci örmény földrajztudós írta:
Az önálló Örmény Királyság (Kr. E. 2. század - 4. század) alatt Arzanene fővárosukkal együtt a következő 11 kantonra volt felosztva: 
- Nprkert: Tigranakert
- Aghdzen: Arzan
- Angeghtun: Angegh
- Ketik
- Tatik
- Kagh: Keghimar
- Aznvats Dzor: Khoghts
- Yerkhetk
- Gzekh: Gzekh
- Salno Dzor: Salnodzor
- Sanasunk (Sasun): Sanasun